# Will Penny
Will Penny (br: ... E o Bravo Ficou Só) é um filme estadunidense de 1968, do gênero western, dirigido por Tom Gries.
O roteiro é baseado no episódio Line Camp da série de televisão de 1960 The Westerner, criada por Sam Peckinpah, que conta a história de um veterano cowboy enfrentando sozinho um grupo de malfeitores, parecida com a de um dos primeiros êxitos de Peckinpah, Ride the High Country.

## Sinopse
O veterano e analfabeto vaqueiro condutor de gado Will Penny recebe seu pagamento por um último trabalho e resolve passar o inverno em uma cabana nas montanhas. Cruzam o seu caminho uma mulher, Catherine Allen, e seu filho, que aceitam se abrigar na cabana do cowboy. Mas o lugar é atacado pela sádica família Quints, liderada por um reverendo que quer vingança pela morte de seu filho, morto por Penny.

## Elenco
- Charlton Heston.... Will Penny
- Joan Hackett.... Catherine Allen
- Donald Pleasence.... Reverendo Quint
- Lee Majors.... Blue
- Bruce Dern.... Rafe Quint
- Slim Pickens.... Ike Walterstein
- Anthony Zerbe.... Dutchy